# Koki Takagi
Koki Takagi (高木弘毅?, Takagi Koki; Kyoto, 22 dicembre 1936) è un pallanuotista giapponese.
Ha partecipato, come membro del Giappone, alle Olimpiadi di Roma 1960 e di Tokyo 1964, partecipando al torneo di pallanuoto.
Ha vinto 2 ori ai Giochi asiatici del 1958 e del 1962.